# Kyrktåsjö
Kyrktåsjö är kyrkbyn i Tåsjö socken i Ångermanland och småort i Tåsjö distrikt, Strömsunds kommun, Jämtlands län.

## Historia
Orten var kommuncentrum i Tåsjö kommun fram tills den uppgick i Fjällsjö landskommun 1967. 

### Befolkningsutveckling
| Befolkningsutvecklingen i Kyrktåsjö 1960–2015 | Befolkningsutvecklingen i Kyrktåsjö 1960–2015 | Befolkningsutvecklingen i Kyrktåsjö 1960–2015 | Befolkningsutvecklingen i Kyrktåsjö 1960–2015 | Befolkningsutvecklingen i Kyrktåsjö 1960–2015 |
| --------------------------------------------- | --------------------------------------------- | --------------------------------------------- | --------------------------------------------- | --------------------------------------------- |
|                                               |                                               |                                               |                                               |                                               |
| År                                            |                                               |                                               | Folkmängd                                     | Areal (ha)                                    |
| 1960                                          | 1960                                          |                                               | 229                                           |                                               |
| 1965                                          | 1965                                          |                                               | 203                                           |                                               |
| 1970                                          | 1970                                          |                                               | 208                                           |                                               |
| 1990                                          | 1990                                          |                                               | 144                                           | 33#                                           |
| 1995                                          | 1995                                          |                                               | 131                                           | 31#                                           |
| 2000                                          | 2000                                          |                                               | 109                                           | 30#                                           |
| 2005                                          | 2005                                          |                                               | 100                                           | 30#                                           |
| 2010                                          | 2010                                          |                                               | 93                                            | 30#                                           |
| 2015                                          | 2015                                          |                                               | 103                                           | 38#                                           |
| Anm.: Upphörde som tätort 1975. # Som småort. |                                               |                                               |                                               |                                               |